# Ekobrottsmyndigheten

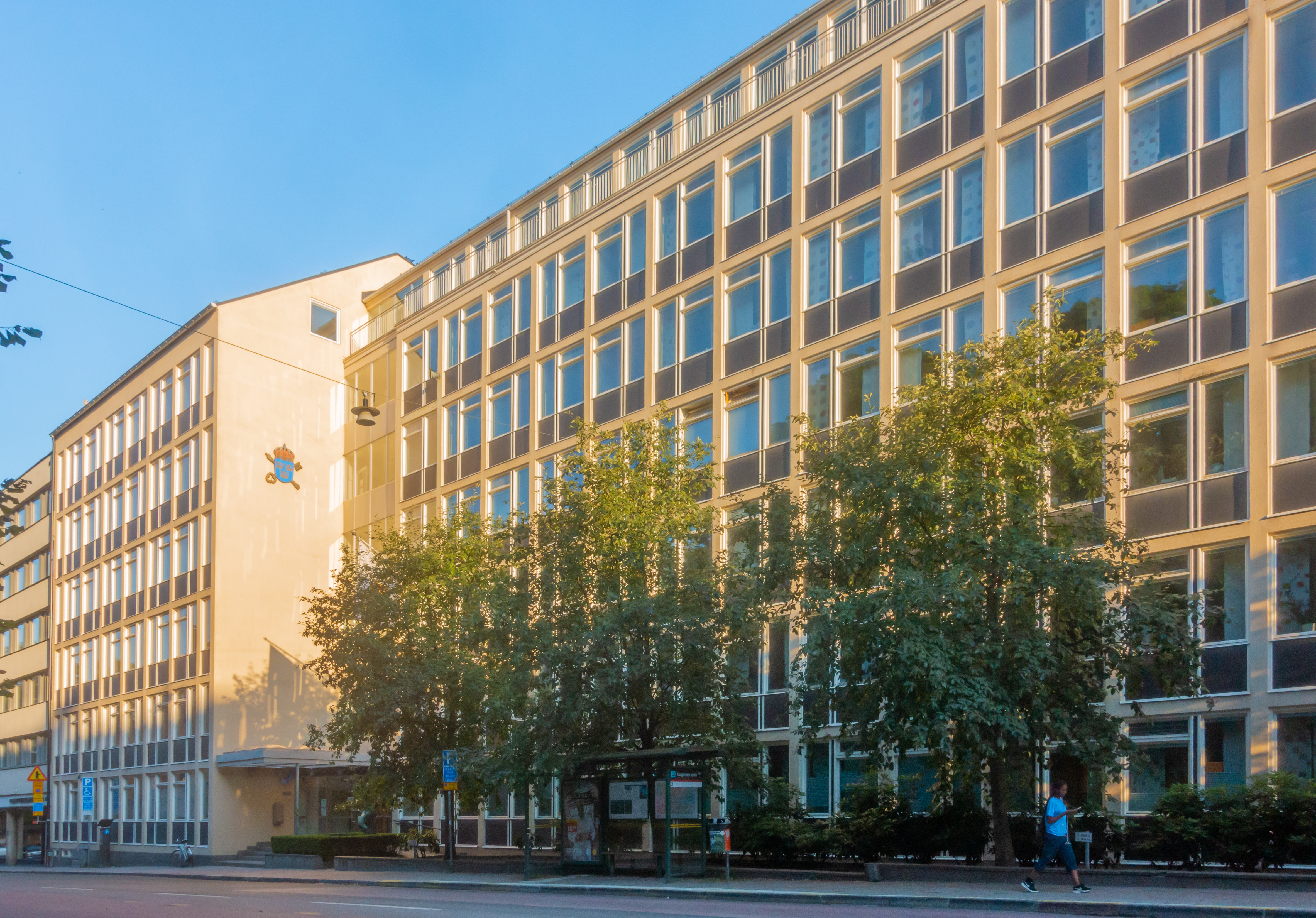
Ekobrottsmyndigheten på Kungsholmen i Stockholm.

Ekobrottsmyndigheten (EBM) är en svensk statlig förvaltningsmyndighet som bekämpar och förebygger ekonomisk brottslighet. Myndigheten ansvarar för frågor om samordning och andra åtgärder mot den ekonomiska brottsligheten. EBM ansvarar dessutom för samordningen av de nationella åtgärderna mot bedrägerier, missbruk och annan oegentlig och ineffektiv hantering och användning av EU-relaterade medel i landet. Myndigheten sorterar under Justitiedepartementet.
Myndigheten skapades 1998. Läget med ekonomisk brottslighet i Sverige hade då förvärrats jämfört med 10 år tidigare.

## Verksamhet
Ekobrottsmyndigheten utreder bland annat skattebrott, bokföringsbrott, konkursrelaterade brott, brott mot Aktiebolagslagen samt olika former av marknadsmissbruksbrott men även vissa penningtvättsbrott. Vid myndigheten handläggs också ärenden som ställer särskilda krav på kännedom om finansiella förhållanden, näringslivsförhållanden, skatterätt eller liknande.  Ekobrottsmyndigheten har ställning som åklagarmyndighet.

## Organisation
Ekobrottsmyndigheten har sedan 1 juli 2013 ett riksansvar för bekämpning av ekobrott. Vid Ekobrottsmyndigheten arbetar drygt 700 personer (åklagare, poliser, civila utredare, ekorevisorer, ekoadministratörer och olika specialister).
Ekobrottsmyndigheten leds av en generaldirektör, Rikard Jermsten. Generaldirektören har till sitt förfogande en polischef som leder Ekobrottskansliet vid Nationella operativa avdelningen som ställer poliser till myndighetens förfogande och leder den polisverksamhet som faller inom Ekobrottsmyndighetens ansvarsområde och tre högre åklagare vid överåklagarens kansli. I huvudkontoret ingår också operativa ledningskansliet, rättsenheten, ekonomienheten, stabsenheten, HR-enheten, kommunikationsenheten och digitaliseringsenheten.
Myndighetens operativa verksamhet består av ekobrottskammare och polisoperativa enheter. De elva ekobrottskamrarna finns i Stockholm (tre), Göteborg (två), Malmö (två), en i Uppsala, en i Linköping med enhet i Örebro och en i Umeå med enhet i Sundsvall, dessutom finns Finansmarknadskammaren i Stockholm. Ekobrottskamrarna arbetar med åklagarledda förundersökningar. De sex polisoperativa enheterna finns i Stockholm, Uppsala, Göteborg, Malmö, Linköping och Umeå och arbetar med underrättelseverksamhet, spaning, hemliga tvångsmedel och med säkring och analys av beslag i IT-miljö.

## Generaldirektörer
- 1998–2004: Rolf Holmquist
- 2004–2010: Gudrun Antemar
- 2010–2017: Eva Håkansson
- 2018–2024: Monica Rodrigo[5]
- 2024–: Rikard Jermsten, på ett förordnande på sex år.[6]